# Hyundai KIA Gamma
| Hyundai/KIA                        | Hyundai/KIA                       |
| ---------------------------------- | --------------------------------- |
|                                    |                                   |
| Gamma, Gamma LPI Hybrid, Gamma GDI |                                   |
| Hersteller:                        | Hyundai / KIA                     |
| Produktionszeitraum:               | 2006–heute                        |
| Bauform:                           | Reihenvierzylinder                |
| Motoren:                           | 1,4 L (1396 cm³) 1,6 L (1591 cm³) |
| Zylinder-Zündfolge:                | 1–3–4–2                           |
| Vorgängermodell:                   | Alpha                             |
| Nachfolgemodell:                   | keines                            |
| Ähnliche Modelle:                  | Kappa                             |

Bei der Baureihe Gamma handelt es sich um Vierzylinder-Benzinmotoren mit doppelter obenliegender Nockenwelle (DOHC) und vier Ventilen pro Zylinder. Die Motoren werden in Shandong (China), Žilina (Slowakei), Hwaseong (Südkorea) und Irrungattukatoi (Indien) gebaut.

## Allgemeines
Die Gamma-Reihe ersetzt seit 2006 die 1990 debütierte erste in Korea entwickelte Motorenserie Alpha. Sie ist eine mechanisch deutlich überarbeitete Fassung des Alpha II, die Bosch-Motorsteuereinheit blieb für die Nicht-GDI-Version hardwareseitig jedoch unverändert. Der für die Gemischaufbereitung höhere Rechenaufwand bei Direkteinspritzermotoren lässt eine Änderung für diesen Motor wahrscheinlich erscheinen.
Der Motorblock und Zylinderkopf bestehen im Gegensatz zum Vorgänger beide aus Aluminium. Beide Motoren verwenden eine nun einheitliche Bohrung von 77,0 mm und variieren nur die Zylinderlänge von 74,9 (1,4 Liter) auf 85,4 (1,6 Liter). Das Trockengewicht reduzierte sich um 15 auf 99,5 und 99,8 Kilogramm.
Die Ein- und Auslass-Nockenwellen sind mit einer Steuerkette verbunden, die durch eine zweite von der Kurbelwelle angetrieben wird. Damit erfordern die Motoren keinen turnusmäßigen Austausch eines Zahnriemens wie im Vorgänger. Der Antrieb der Nebenaggregate erfolgt durch einen Serpentinenriemen. Seine Inspektion ist alle 15.000 km oder 12 Monate vorgesehen, sein Austausch erst bei Bedarf.

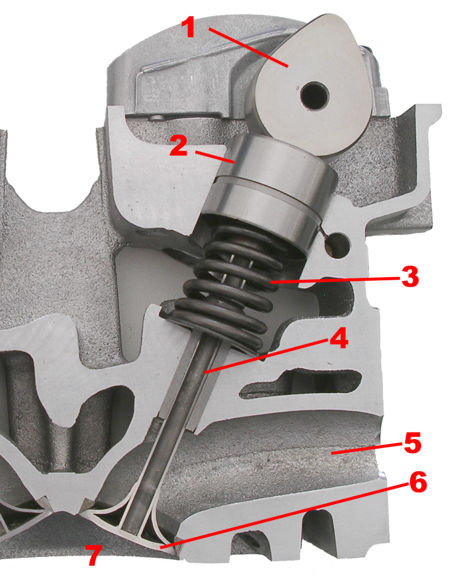
Der Nocken (1) drückt den Tassenstößel (2) auf den Ventilschaft (3,4), dessen Ende (6) in den Zylinderraum (7) gedrückt wird und damit den Luftkanal (5) freigibt.

Die Ventile werden über mechanische Tassenstößel ohne aufliegende Plättchen (daher „shimless mechanical bucket tappets“) betätigt. Sie reduzieren im Vergleich zu den hydraulischen Tassenstößeln im Vorgänger den Widerstand für den Nocken. Wie diese sind sie wartungsfrei, dabei jedoch preiswerter und weniger stark auf gute Ölviskosität angewiesen. Im Laufe der Jahre wird die Oberfläche von Stößel und Nocken abgetragen und damit der Hub des Ventils in den Zylinderraum verringert. Damit kann weniger Luft einströmen, worauf der Motor automatisch auch die Benzinmenge und damit seine Leistungsfähigkeit reduziert. Begleitet wird dies von einem hörbaren Tickgeräusch, da der Nocken nicht mehr ständig am Tassenstößel aufliegt, sondern diesen nur noch einmal pro Umdrehung erreicht – das Aufkommen erzeugt das Tickgeräusch. Dies kann durch die Ausdehnung im warmen Motor verschwinden, dennoch ist das Ventilspiel damit zu groß geworden. Dessen Prüfung ist im Wartungsplan alle 95.000 km vorgesehen, eine Wartung aber nur bei Bedarf. Bei dieser würde das abgetragene Material durch einen neuen, etwas längeren Tassenstößel ausgeglichen. Der Tausch kann meist mit dem der Zündkerzen (alle 40.000 km) zusammengelegt werden.

## Gamma

Ein Offset der Kurbelwelle reduziert die Reibung im Zylinder

Charakteristische für die Gamma-Reihe ist die nun erstmals bei Hyundai/KIA eingesetzte Offset-Kurbelwelle. Die Kolben werden durch die Drehbewegung der Kurbelwelle ständig an eine Zylinderwand gedrückt. Ein Versatz derer Position um einen Zentimeter lässt die Kolben nun in der Zündphase reibungsärmer nach unten gleiten. Diese Friktionsreduzierung senkt neben dem Verbrauch auch die Vibrationen. Dasselbe Vorgehen verwendet etwa Toyota im Prius. Die Kolben wurden zudem durch eine MoS2-Beschichtung reibungsreduziert.
Jeder Gamma-Motor verfügt über eine CVVT benannte Nockenwellenverstellung für die Einlassseite. Seit 2011 wird im KIA Rio und Hyundai Elantra zusätzlich die Auslassseite variiert (Dual-CVVT), die Leistung im Rio bleibt dabei aber gleich Beide CVVT haben nur Einfluss auf die zeitliche Überschneidung der Ventilöffnung von Ein- und Auslassseite: der Öffnungszeitpunkt auf der Eingangsseite ist um 50° einer Kurbelwellenumdrehung variierbar, für die Auslassseite der D-CVVT ist der Wert unbekannt. Konstant bleibt hingegen der Ventilhub und damit die Öffnungsdauer. Die CVVT ist daher vergleichbar mit der BMW-Einzel- oder Doppel-VANOS-Technologie. Neben einem besseren Drehmoment im unteren Drehzahlbereich reduziert sie vor allem die Stickoxidwerte, indem die abgasrückführende Wirkung einer gleichzeitigen Ventilöffnung genutzt wird – hierbei wird bereits ausgestoßenes Abgas wieder zurück in den Brennraum gesaugt. Die CVVT wird aufgrund ihrer Serienmäßigkeit nicht immer aufgeführt.
Die eingesetzten M12-'Long Reach'-Zündkerzen schaffen durch ihren längeren schmalen Schaft einen größeren Raum für die Wasserkühlung am Zylinder. Damit sinkt dessen Temperatur und mit ihr die Klopfneigung des Gemisches. Auch die Ventile konnten dadurch vergrößert werden, was der Luft ein schnelleres Einströmen ermöglicht – bei hohen Drehzahlen ein leistungssteigernder Effekt. Im KIA Rio erhielt der Gamma-Motor zudem Maßnahmen zur Reibungsreduktion, deren Umfang aber nicht detailliert wurde. Sie schöpfen aus dem entsprechenden Repertoire im Gamma GDI (dritter Absatz).
Zwischen den Zylinderwänden wurde gegenüber dem Alpha II ein motorblockintegrierter Leiterrahmen zur Vibrationsreduzierung eingefügt. Die bessere Wärmeleitfähigkeit des Aluminiums führt zudem zum schnelleren Erreichen der Betriebstemperatur und vermindert Friktionen durch ungleichmäßig ausgedehnte Zylinder.
Der Auspuffkrümmer aus nun rostfreiem Stahl hält die Abgastemperatur hoch, um den Katalysator schneller zu erwärmen.
Mitte 2009 debütierte mit Idle Stop & Go die erste Stopp-Start-Automatik des Herstellers, zeitgleich appliziert auf je eine Diesel- und Benzinreihe. Die Wahl fiel auf Motorreihen mittleren Hubraums, bei denen Stadtfahrten wahrscheinlich sind und deren Etablierung die Erreichung vieler Fahrzeugsegmente sichert. Benzinseitig leistet dies nur die Gamma-Reihe, dieselseitig gilt Gleiches für die U2-Serie. Entwicklungspartner beim ISG war Bosch, deren Steuergeräte bereits in mehreren Motorreihen des Konzerns arbeiten.

## Gamma LPI Hybrid

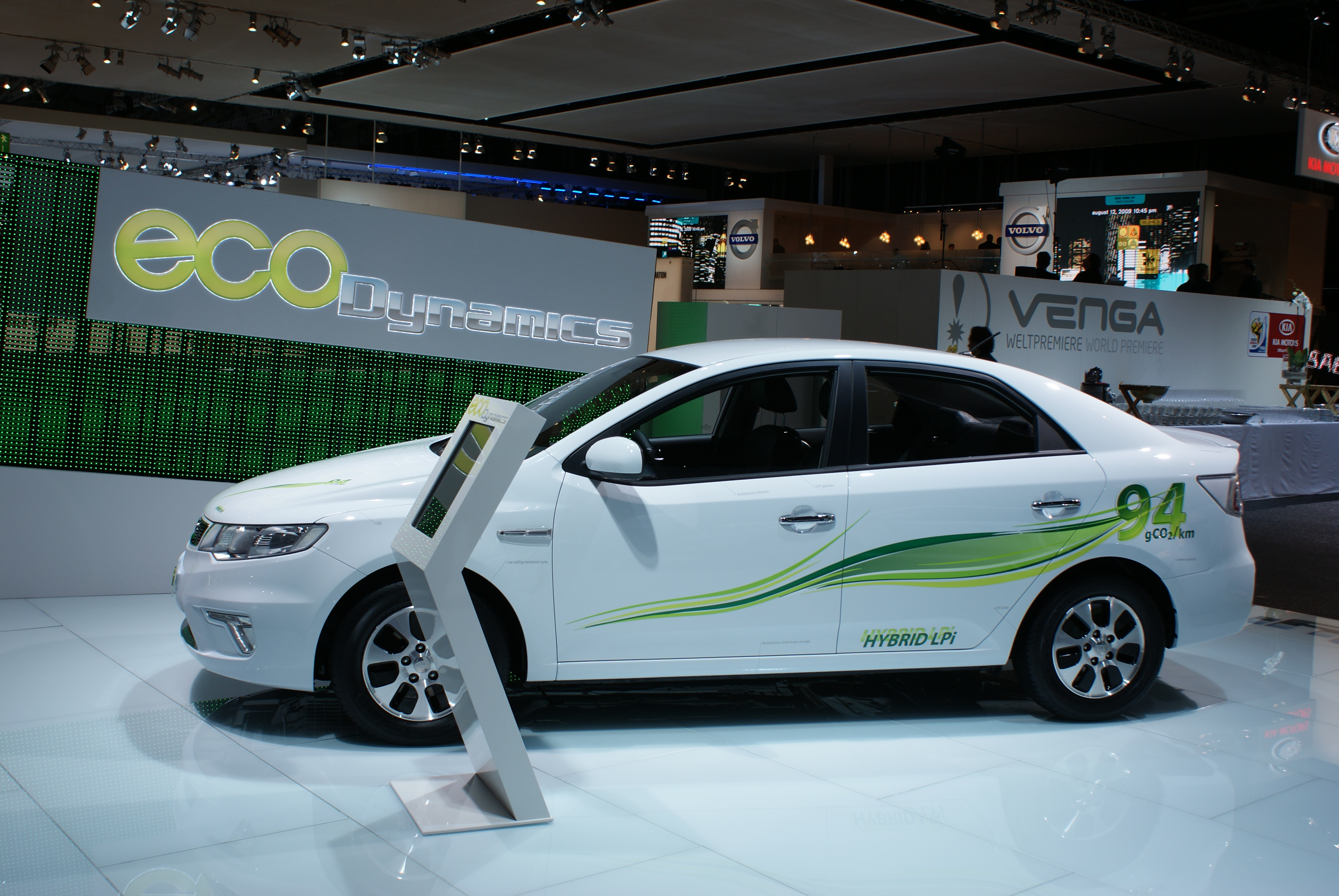
KIA Forte LPI Hybrid

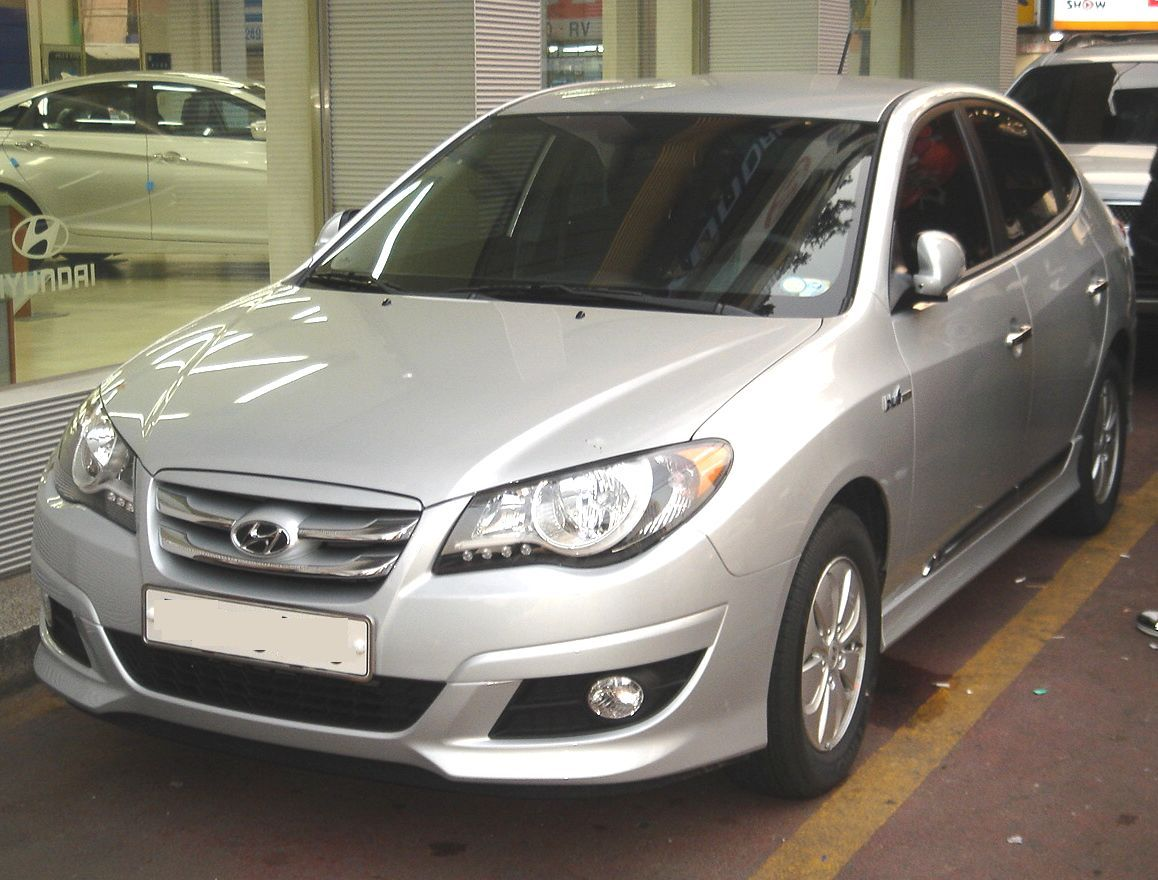
Hyundai Elantra LPI HEV

2009 debütierte eine Flüssiggasvariante des 1,6-L-Motors in den ersten Hyundai/KIA-Mildhybriden Kia Forte LPI Hybrid und Hyundai Elantra LPI HEV in Südkorea. Aufgrund der geringeren Klopfneigung des Autogases konnte die Kompression von 10,5 auf 12,0:1 angehoben und damit die etwa 25-prozentig geringere Energiedichte des Kraftstoffs um etwa acht Prozent kompensiert werden (vgl.). Zudem wurde der Anpressdruck der Kolbenringe aufgrund der höheren Verdichtung verringert, ein geringerer Federdruck entlastet zudem die Ventile. Ergänzend zur MoS²-Beschichtung der Kolben des Gamma wurden die Kontaktflächen der Tassenstößel mit einer diamantähnlichen Kohlenstoffschicht überzogen. Der Motor arbeitet im hybridtypischen Atkinson-Zyklus. Dieser ermöglicht besonders niedrige Verbräuche, liefert aber nur im mittleren Drehzahlband genügend Vortrieb. Daher sorgt ein CVT-Getriebe über seine stufenlose Übersetzung für eine konstante Drehzahl auch während Beschleunigungsvorgängen. Jener von 0 auf 100 km/h benötigt zwölf Sekunden.
Da es aufgrund des Mildhybridsystems keine direkte mechanische Verbindung zwischen Gaspedal und Motor gibt, ist diese nun elektronisch ausgeführt.
Der Hybridantrieb arbeitet parallel zum Gamma LPI, was die Hybridform geringster Komplexität darstellt und damit Gewicht und Mehrpreis minimiert. Er enthält jedoch zwei Alleinstellungsmerkmale. Zum einen verwendet kein anderer Hybridantrieb Autogas als Kraftstoff und zum anderen debütiert in diesen Fahrzeugen ein Lithium-Polymer-Akkumulator als Energiespeicher des Elektromotors. Er wird von LG Chemical und damit wie alle Komponenten des Hybridsystems von koreanischen Herstellern zugeliefert. Vorteilig ist seine gegenüber Lithium-Ionen-Akkumulatoren höhere Energiedichte bei geringeren Fertigungskosten, höherer mechanischer sowie Ladezyklen-Robustheit. Der Hersteller testete ihn während 300.000 Testkilometern unter anderem auf Überladung. Er wird mittels Lüfter bedarfsgerecht gekühlt, der Elektromotor nur durch den Fahrtwind. Letzterer habe eine Effizienz von bis zu 95 Prozent. Der Verbrauch der Fahrzeuge wird mit 6,9 l Autogas auf 100 km angegeben. Umgerechnet auf Benzinverbrauch wären dies 4,6 l für 100 km.
Der Antrieb wurde über 43 Monate für 189 Millionen Dollar entwickelt. Er wird vorerst nur in Südkorea angeboten, zum Marktstart begann jedoch eine Wirtschaftlichkeitsstudie für Länder mit „sehr guter“ Autogasinfrastruktur, namentlich etwa Australien und China.

## Gamma GDI

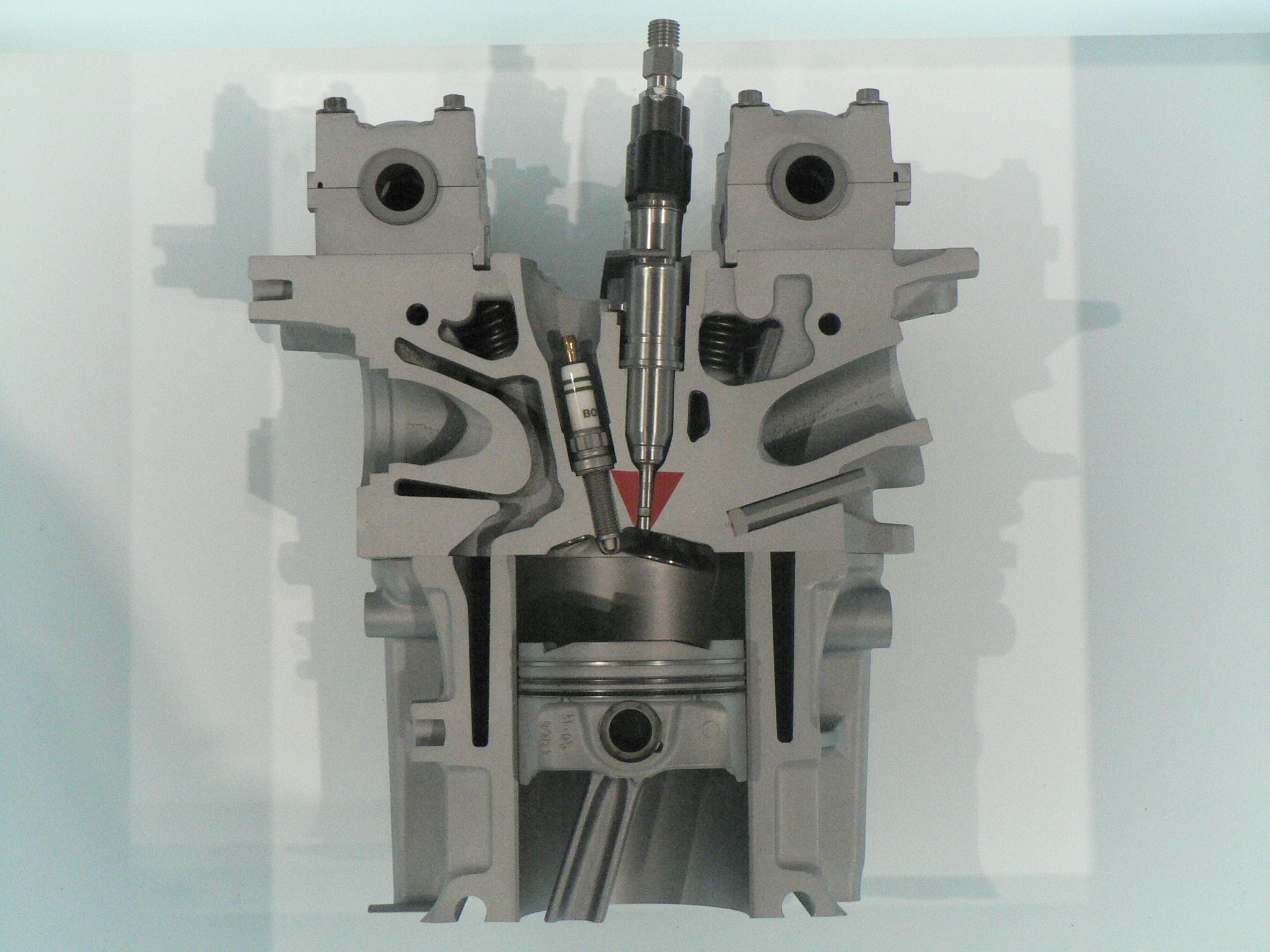
Schnittbild eines BMW-Direkteinspritzerkolbens

Mitte 2010 erhielt die 1,6-L-Version eine GDI benannte Direkteinspritzung (Gasoline Direct Injection). Dieser Motor wird seit November 2010 im Hyundai ix35 und Kia Sportage SL angeboten. Bei der konventionellen Einspritzung für Ottomotoren befindet sich das Einspritzventil im Saugrohr vor dem Einlassventil. Bei der Direkteinspritzung wird direkt in den Zylinder eingespritzt.
Hyundai verwendet wie die meisten Mitbewerber GDI zur homogenen, stöchiometrischen Gemischbildung und verzichtet auf eine inhomogene Schichtladung (stratified fuel charge). Letztere geht mit systembedingten Nachteilen einher, so etwa deutlich erhöhten Feinstaubwerten.
Durch die präzisere Kraftstoffzufuhr direkt im Zylinder konnte die Kompressionsrate von 10,5 auf 11,5 zu 1 erhöht werden. Sie führt zu einer etwa fünfprozentigen Kraftstoffersparnis. Der höhere Einspritzdruck von 150 bar (ohne GDI etwa 5 bar) bewirkt zudem eine homogenere Kraftstoffzerstäubung und damit eine sauberere Verbrennung. Er geht einher mit einem systemtypischen Tickgeräusch.
Außer der Direkteinspritzung wurden mehrere reibungsmindernde Änderungen vorgenommen. Die Kontaktflächen der Tassenstößel sind dafür mit einer diamantähnlichen Kohlenstoffschicht überzogen, unterstützt von einer Chrom-Nitrid-Beschichtung der Kolbenringe. Eine Wasserkühlung zwischen den Zylindern minimiert die Temperaturunterschiede zwischen den oberen und unteren Enden der Zylinder, wodurch diese sich gleichmäßiger ausdehnen und eine reibungserhöhende Verwindung reduziert wird. Das T5-Druckgussverfahren des Zylinderblocks unterstützt diese gleichmäßige Ausdehnung. Das Material der Ventilsitze ist gehärtet.
Zudem hat der Gamma GDI ein Schaltsaugrohr (Variable Intake System). Dessen Steuerung berücksichtigt das Pulsieren der Luft im Saugrohr, das durch das Öffnen und Schließen der Ventile entsteht. Finden diese Druckimpulse einen ihrem Rhythmus angepassten Weg in den Zylinder, entsteht ein leichter Resonanzaufladungs-Effekt. Dazu öffnet sich bei niedrigen und hohen Drehzahlen ein hierfür geeigneter kurzer Luftweg. Bei mittleren Drehzahlen wird über eine Klappe die längere Luftführung verwendet, was in gleichbleibend hohem Drehmoment resultiert.
Die CVVT-Steuerung der Einlassnockenwelle wurde um eine für die Ausgangsseite erweitert und ähnelt damit der BMW-Doppel-VANOS-Technologie.
Das nun D(ual)-CVVT benannte System wird von einer neuentwickelten leiseren und haltbareren Stahlkette angetrieben und trägt zur verbesserten Leistung bei.

## Daten
| Serie     | Motorcode | Hubraum (cm³) | Hub × Bohrung (mm) | Leistung in kW (PS) bei 1/min               | Drehmoment (Nm) bei (1/min)    | Zylinder | Verdichtung | Aufladung    | Einspritzung |
| --------- | --------- | ------------- | ------------------ | ------------------------------------------- | ------------------------------ | -------- | ----------- | ------------ | ------------ |
| Gamma     | G4FA      | 1396          | 74,9 × 77,0        | 66/75/80 (90/101/109) 1 bei 6200            | 137 bei 5000                   | 4        | 10,5        | –            | MFI          |
| Gamma     | G4FC      | 1591          | 85,4 × 77,0        | 90/93/97 (122/126/132) 2 bei 6200/6200/6300 | 154/154/158 bei 4200/4200/4850 | 4        | 10,5        | –            | MFI          |
| Gamma LPI | L4FC      | 1591          | 85,4 × 77,0        | 85 (115) bei 6000 + 15 elektrisch           | 148 bei 4500 + 125 elektrisch  | 4        | 12,0        | –            | MFI          |
| Gamma GDI | G4FD      | 1591          | 85,4 × 77,0        | 100/103 (136/140) 3 bei 6300                | 165/167 3 bei 4850             | 4        | 11,0        | VIS (2 Wege) | GDI          |

## Einsatz
Aufgelistet sind die weltweit verbauten Gamma-Motoren für jedes Modell, nicht in jedem Land werden alle aufgeführten Konfigurationen angeboten.
Hyundai Accent
- Accent RB
  - G4FA, G4FC, G4FD: 2011–heute

Hyundai Elantra
- Elantra HD
  - G4FC: 2007–heute
  - L4FC: 2009–heute
- Elantra UD (aus Ulsan) / MD (aus Montgomery, Alabama)
  - G4FC: 2011–heute (Europa, Mittlerer Osten)
  - G4FD: 2010–heute (Südkorea)

Hyundai i20
- i20 PB
  - G4FA, G4FC: 2008–heute

Hyundai ix20
- ix20 JC
  - G4FA, G4FC: 2010–heute

Hyundai i30
- i30 FD (aus Korea) / FDH (aus Tschechien)
  - G4FA, G4FC: 2007–heute
- i30 GD
  - G4FD 2011-heute

Hyundai Veloster
- Veloster FS
  - G4FD: 2011–heute

KIA cee’d
- cee’d ED
  - G4FA, G4FC: 2006–heute
- cee’d JD
  - G4FA, G4FD 2012-heute

KIA Cerato
- Cerato LD
  - G4FC: 2006–2009

KIA Forte
- Forte TD
  - G4FC: 2008–heute
  - L4FC: 2009–heute
  - G4FD: 2010–heute

KIA Rio
- Rio UB
  - G4FA: 2011–heute (Europa)
  - G4FD: 2011–heute (Nordamerika)

KIA Soul
- Soul AM
  - G4FC: 2008–2011 (Europa)
  - G4FD: 2011–heute

KIA Sportage
- Sportage SL
  - G4FD: 2010–heute (Europa)

KIA Venga
- Venga YN
  - G4FA, G4FC: 2009–heute